# Nižná Boca
Nižná Boca je obec na Slovensku v okrese Liptovský Mikuláš v Nízkých Tatrách.

## Poloha
Horská obec se nachází v jižní části horního Liptova, v Bocianské dolině, na styku Ďumbierských a Kráľovohoľských Tater. Nižnou Bocou protéká říčka Boca, vedle které vede silnice č. I/72, spojující Liptov s Horehroním přes horský průchod Čertovica. Spolu s Vyšnou Bocou je to stará hornická obec, dnes významné turistické středisko Nízkých Tater.

## Dějiny
Povrchové rudy zde těžily již Keltové, Slované rýžovali zlato a v 13. století nebo později přišli němečtí horníci. Poprvé je obec doložena v roce 1342. V 16. století se těžila železná ruda až ve výši 1700-1900 m n. m. Němci se vystěhovali nebo slovakizovali a v 19. století hornictví zaniklo. V 30. letech 20. století se osada začala měnit na centrum zimního sportu.
V obci je evangelický pozdněklasicistický kostel s novorománskou věží z roku 1844.

## Architektura
Pro obec je typická dřevěná architektura domů se zápražími. Často jsou to dvojdomy, přičemž každá část má hlavní pokoj s kamny, kuchyní a síní – vstupní předsíní. Domy často neměly komíny a kouř z pece šel přímo na půdu. Zvláštností jsou seníky – stáje, lidově nazývané stajička nebo staja, které jsou roztroušené po okolních loukách. Zde se celoročně zimoval dobytek. Ve spodní části byl samotný dobytek a v horní části bylo uskladněno seno.